# Refik Šabanadžović
Refik Šabanadžović (Tuzi, 1965. augusztus 2. –) jugoszláv válogatott bosnyák labdarúgó, középpályás, hátvéd, olimpikon.

## Pályafutása

### Klubcsapatban
A Dečić, majd a Budućnost Titograd korosztályos csapataiban kezdte a labdarúgást. 1982–83-ban az OFK Titograd, 1983 ás 1987 között a Željezničar, 1987 és 1991 között a Crvena zvezda labdarúgója volt. A belgrádi csapattal három jugoszláv bajnoki címet és egy kupagyőzelmet nyert és tagja volt az 1990–91-es idényben BEK-győztes csapatnak. 1991 és 1996 között a görög AÉK, majd 1996 és 1998 között az Olimbiakósz játékosa volt. Az AÉK-kal három görög bajnoki címet és egy kupagyőzelmet szerzett, az Olimbiakósszal két bajnoki címet nyert. 1998–99-ben az amerikai Kansas City Wizards csapatában fejezte be az aktív labdarúgást.

### A válogatottban
1986 és 1990 között nyolc alkalommal szerepelt a jugoszláv válogatottban. 1986. október 29-én Splitben debütált a válogatottban egy Törökország elleni Eb-selejtező-mérkőzésen, ahol 4–0-s jugoszláv győzelem született. Az 1988-as szöuli olimpián kilencedik lett a csapattal. Részt vett az 1990-es olaszországi világbajnokságon, ahol a jugoszláv csapat Argentína ellen esett ki a negyeddöntőben egy 0–0-s mérkőzés utáni tizenegyespárbajban. Ez a találkozó volt az utolsó válogatott mérkőzése.
1993 márciusában, miközben dúlt a boszniai háború, két humanitárius mérkőzésen vett részt Bosznia-Hercegovina képviseletében a belga KRC Genk és a német 1. FC Kaiserslautern ellen. A csapatban számos bosznia-hercegovinai születésű játékos is szerepelt, akik korábban a jugoszláv válogatottban játszottak, mint Faruk Hadžibegić, Safet Sušić, Mehmed Baždarević, Mirsad Baljić, Davor Jozić, Blaž Slišković, Haris Škoro, Semir Tuce, Meho Kodro, Predrag Jurić és Husref Musemić. A mérkőzéseket a FIFA jóváhagyásával játszották, és a bosznia-hercegovinai labdarúgó-válogatott esetleges megalakításának első lépésének tekintették. A bosnyák válogatott 1995 novemberében játszotta első hivatalos mérkőzését, de Šabanadžović már nem lépett pályára a továbbiakban.

## Családja
Szarajevóban él családjával. Felesége Zerina Dervišević, házasságukból négy gyermekszületett. Fia, Anel (1999–) korosztályos boszniai-hercegovinai válogatott labdarúgó, aki jelenleg a görög AÉK játékosa.

## Sikerei, díjai
Crvena zvezda
- Jugoszláv bajnokság
  - bajnok (3): 1987–88, 1989–90, 1990–91
- Jugoszláv kupa
  - győztes: 1990
- Bajnokcsapatok Európa-kupája (BEK)
  - győztes: 1990–91

 AÉK
- Görög bajnokság
  - bajnok (3): 1991–92, 1992–93, 1993–94
- Görög kupa
  - győztes: 1996
- Görög szuperkupa
  - győztes: 1996

 Olimbiakósz
- Görög bajnokság
  - bajnok (2): 1996–97, 1997–98

## Statisztika

### Mérkőzései a jugoszláv válogatottban
| Jugoszlávia | Jugoszlávia        | Jugoszlávia                            | Jugoszlávia             | Jugoszlávia | Jugoszlávia   | Jugoszlávia     | Jugoszlávia | Jugoszlávia |
| #           | Dátum              | Helyszín                               | Hazai                   | Eredmény    | Vendég        | Kiírás          | Gólok       | Esemény     |
| ----------- | ------------------ | -------------------------------------- | ----------------------- | ----------- | ------------- | --------------- | ----------- | ----------- |
| 1.          | 1986. október 29.  | Split, Gradski Stadion                 | Jugoszlávia             | 4 – 0       | Törökország   | Eb-selejtező    | -           |             |
| 2.          | 1986. november 12. | London, Wembley Stadion                | Anglia                  | 2 – 0       | Jugoszlávia   | Eb-selejtező    | -           |             |
| 3.          | 1988. október 19.  | Glasgow, Hampden Park                  | Skócia                  | 1 – 1       | Jugoszlávia   | vb-selejtező    | -           | 89'         |
| 4.          | 1990. május 26.    | Ljubljana, Bežigrad Stadion            | Jugoszlávia             | 0 – 1       | Spanyolország | barátságos      | -           |             |
| 5.          | 1990. június 14.   | Bologna, Renato Dall’Ara Stadion (ITA) | Kolumbia                | 0 – 1       | Jugoszlávia   | vb-csoportkör   | -           |             |
| 6.          | 1990. június 14.   | Bologna, Renato Dall’Ara Stadion (ITA) | Egyesült Arab Emírségek | 1 – 4       | Jugoszlávia   | vb-csoportkör   | -           | 79'         |
| 7.          | 1990. június 26.   | Verona, Bentegodi Stadion (ITA)        | Spanyolország           | 1 – 2       | Jugoszlávia   | vb-nyolcaddöntő | -           |             |
| 8.          | 1990. június 30.   | Firenze, Stadio Comunale (ITA)         | Argentína               | 0 – 0       | Jugoszlávia   | vb-negyeddöntő  | -           |             |
|             | Összesen           |                                        |                         | 8           | mérkőzés      |                 | 0           | gól         |